# Palpoteleia eximia
Palpoteleia eximia är en stekelart som först beskrevs av Alan Parkhurst Dodd 1913.  Palpoteleia eximia ingår i släktet Palpoteleia och familjen Scelionidae. Inga underarter finns listade i Catalogue of Life.